# 尼崎センタープール前駅

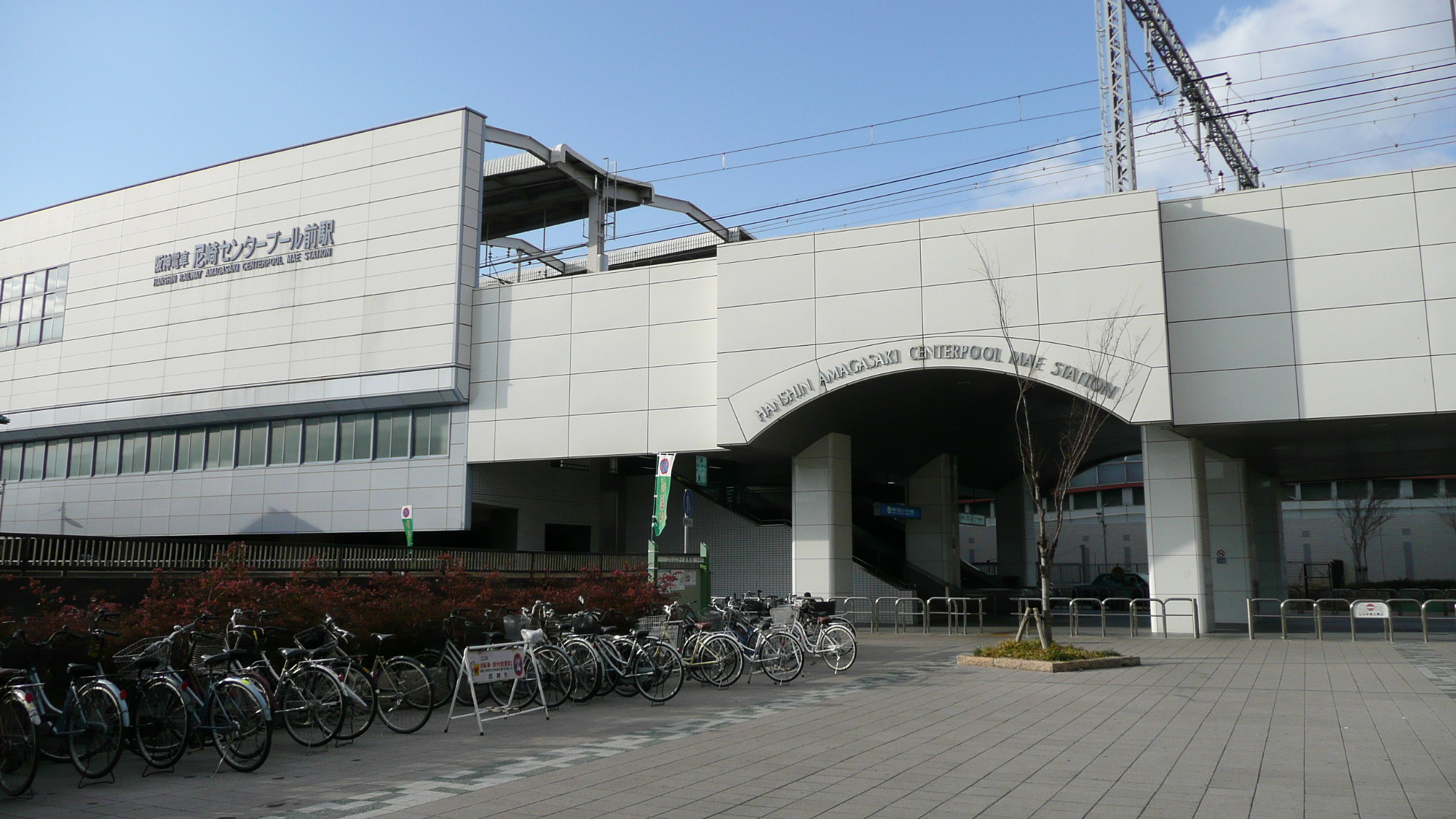
駅舎（2008年1月）
かつて英字の看板が付いていたが、現在は撤去されている。

尼崎センタープール前駅（あまがさきセンタープールまええき）は、兵庫県尼崎市水明町にある、阪神電気鉄道本線の駅。駅番号はHS 11。
尼崎競艇場の最寄り駅。なお、駅名にある「センタープール」とは競艇場の競走池のことであり、水泳用のプールの意味ではない。

## 歴史
- 1952年（昭和27年）9月14日：臨時駅として開業[2]。
- 1963年（昭和38年）12月10日：国道43号建設により尼崎海岸線を廃止する補償措置として常設化[2]。
- 1994年（平成6年）1月23日：尼崎市内連続立体交差事業により高架化[2]。
- 2009年（平成21年）3月20日：本線準急設定消滅により、定期の優等列車の停車はなくなる。
- 2014年（平成26年）4月1日：駅番号導入[3][4]。

## 駅構造
単式・島式ホーム3面4線を有する高架駅で、駅コンコースから尼崎競艇場正門前まで、ファンロードと呼ばれる屋根付きの歩道橋が整備されている。
通常は島式ホーム2面4線のみ使用され、上りホームとともに1番線を挟む形で単式ホームが配置されている。単式ホームは尼崎競艇開催時の臨時降車ホームとして設けられたが、現在は使用されていない。
当駅では競艇場に入場せずホームからレース観戦をさせないようにするため、北側の臨時ホームの壁には明かりの窓は最上部に一列のみ設けられている（南側の壁には3段の窓が設けられている）。
当駅には優等列車は停車しないが、かつては快速急行・急行が臨時停車していたことがあったため、駅高架化の際にホームに発車案内標が設置された。当初の発車案内標は、阪神全駅の中で最後まで使用された3色LEDのものであったが、現在はフルカラーのものに交換されている。
かつて自動放送は固定音声タイプであったが、2006年頃に更新され特急・急行通過駅では大石駅とともに詳細放送導入駅となっている。その後、他駅と同様2009年1月下旬に音声を更新している。
トイレは改札内奥にある。

### のりば
| 番線     | 路線  | 方向 | 行先                               |
| -------- | ----- | ---- | ---------------------------------- |
| （無番） | 本線  | 上り | 臨時ホーム                         |
| 1        | ■本線 | 上り | 尼崎・大阪（梅田）・難波・奈良方面 |
| 2        | ■本線 | 上り | 尼崎・大阪（梅田）・難波・奈良方面 |
| 3        | ■本線 | 下り | 神戸（三宮）・明石・姫路方面       |
| 4        | ■本線 | 下り | 神戸（三宮）・明石・姫路方面       |

- 内側2線（2番線と3番線）が主本線、外側2線（1番線と4番線）が待避線であり、後者は普通列車用の乗車位置しか設置されていない。
- ホーム有効長は阪神車両8両編成分だが、1番線向かいの臨時ホームは6両編成分。近畿日本鉄道車両の快速急行臨時停車対応として「近6」停止位置目標を設置している。ただし、乗車位置表示は他駅と違い赤いテープが貼られているのみである。
- 当駅で優等列車を待避する普通は上り・下りともに多く、1番線は朝～夕方にかけて（夜間は回送のみ）、4番線は日中〜夜間にかけて（ほぼ深夜まで）使用されている。

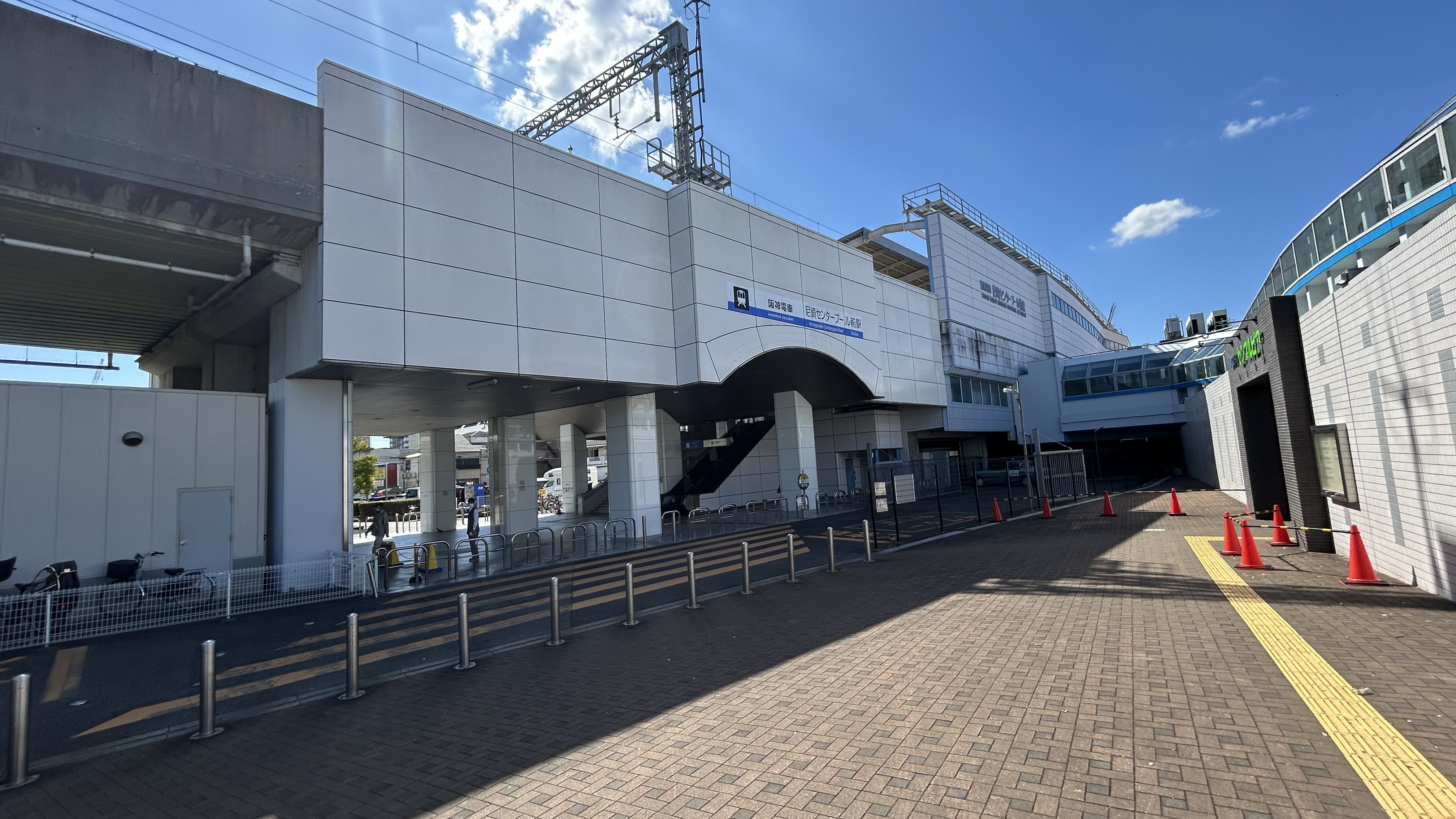
北口
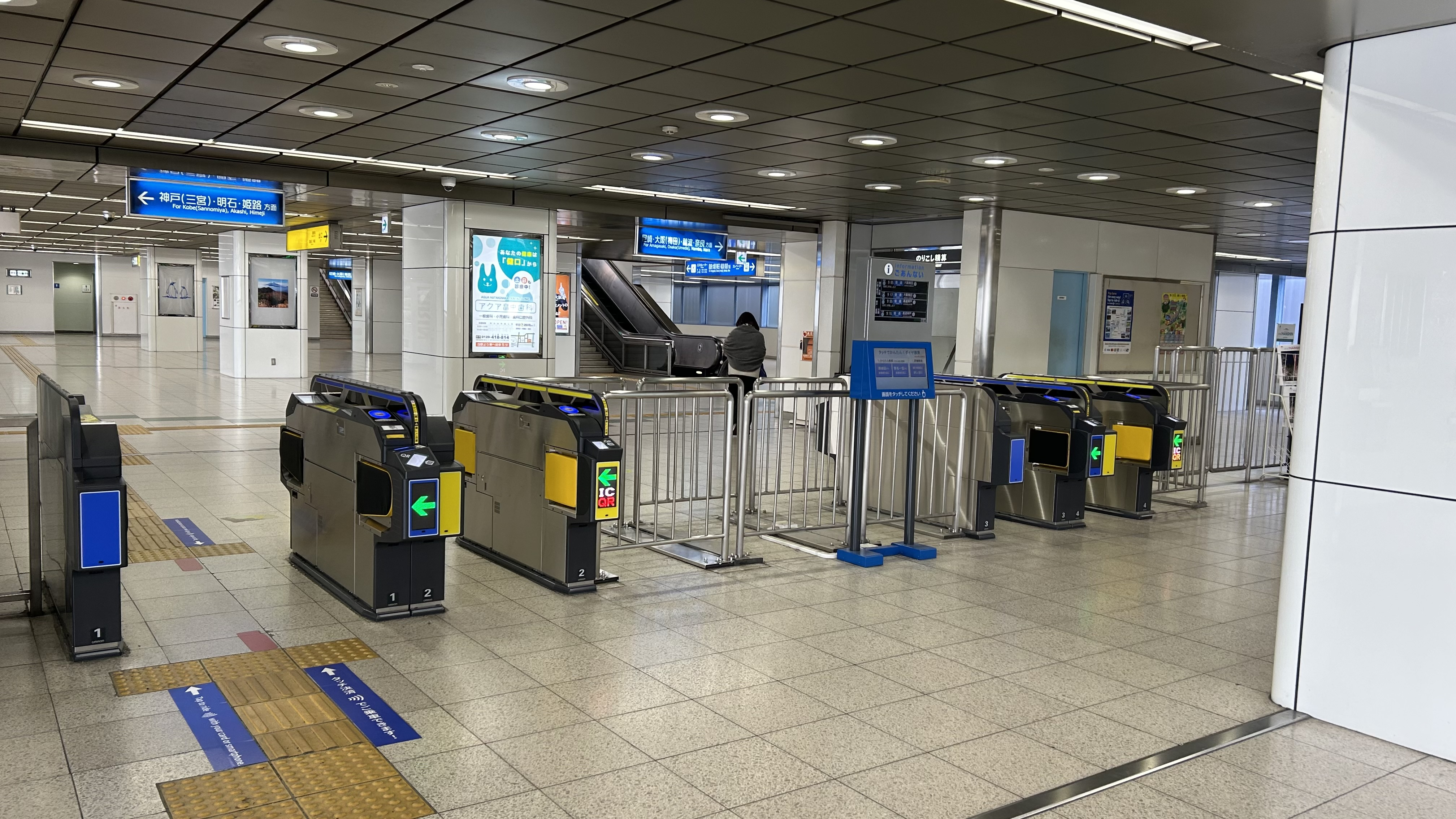
改札口
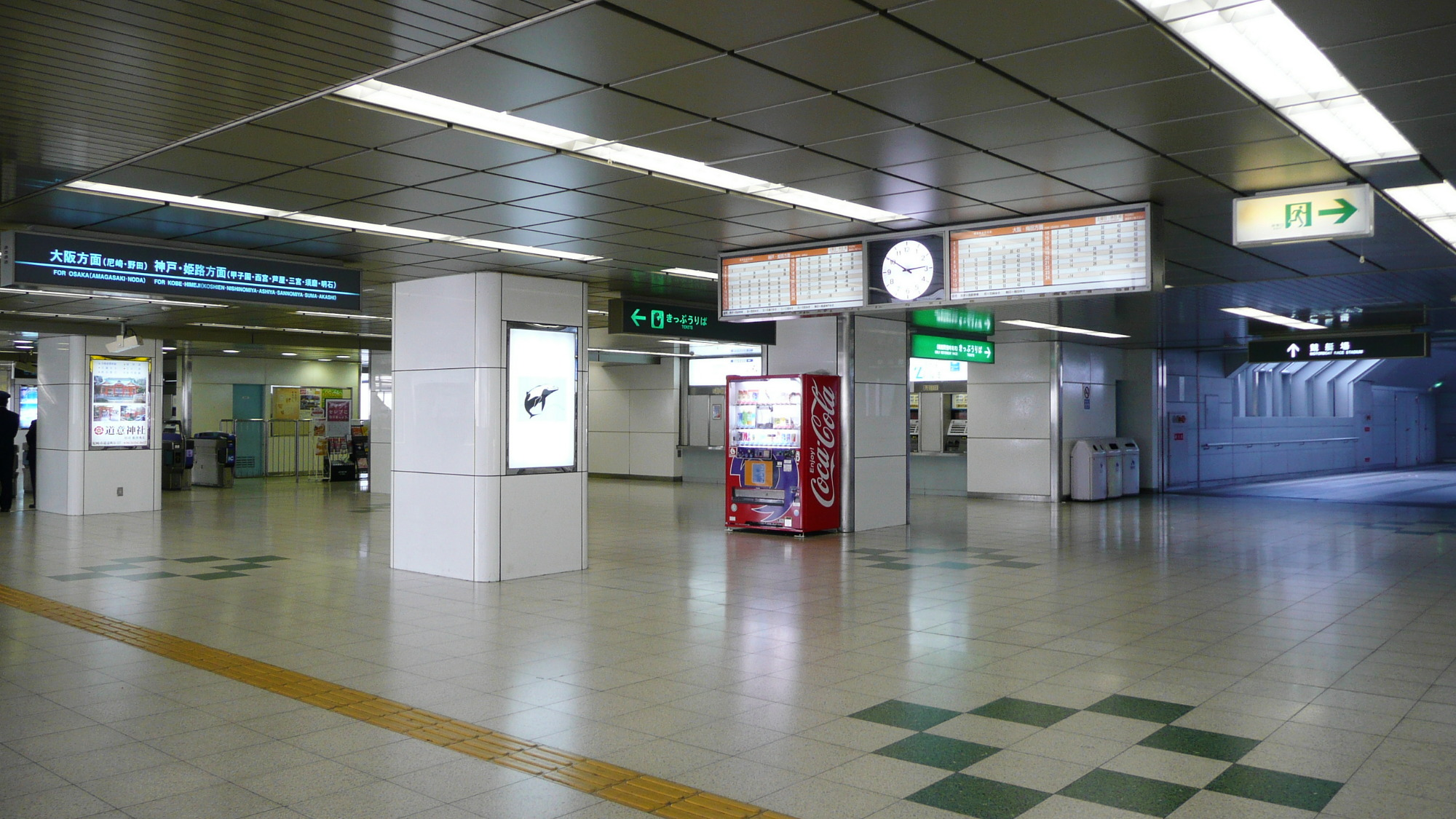
改札階。右手の通路が競艇場に直結（ファンロード）。画像中央にある臨時きっぷ売り場は、現在センプルピア（場外舟券売場）出入口。
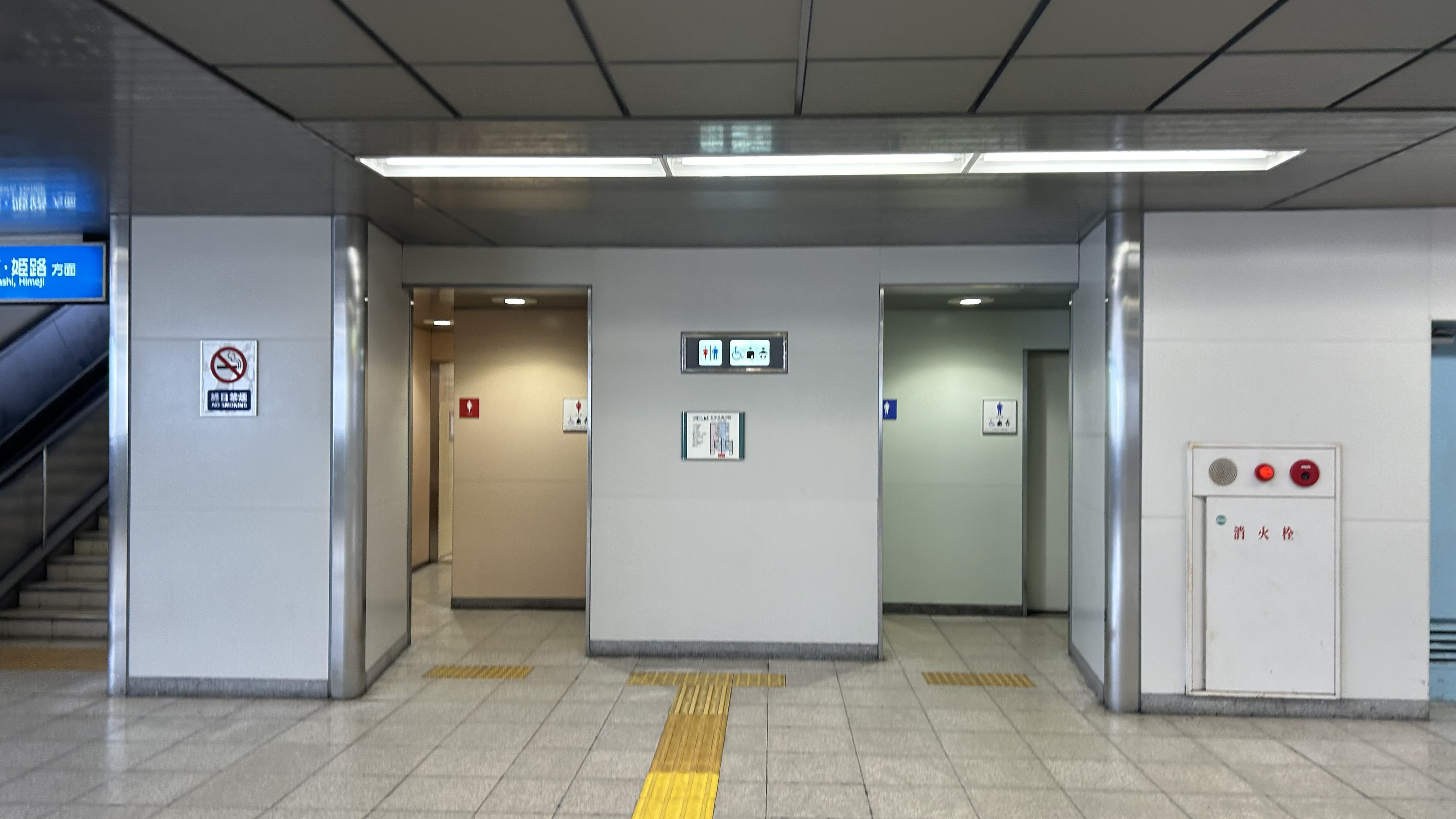
トイレ
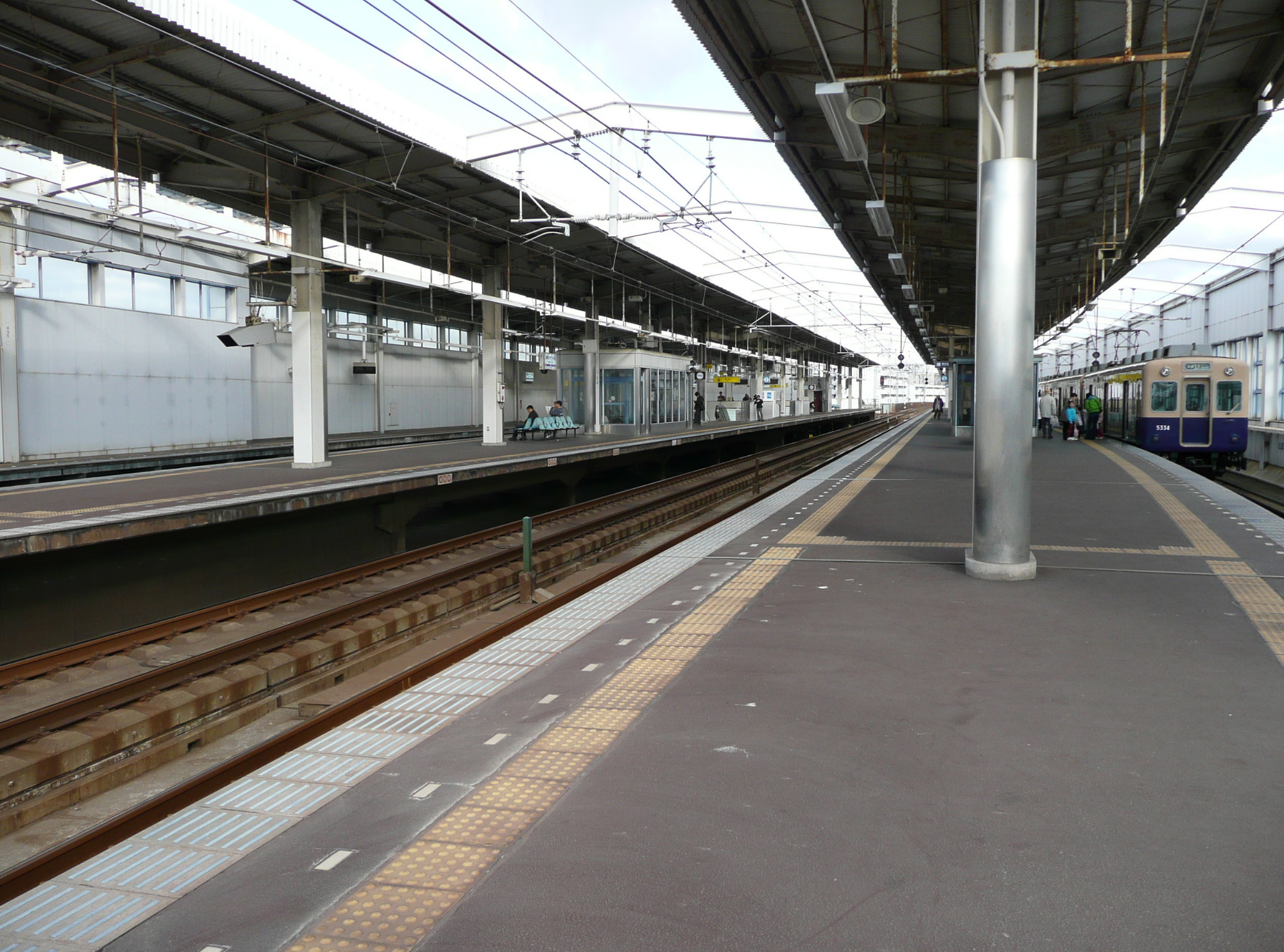
ホーム全景。一番左奥が臨時降車ホーム。
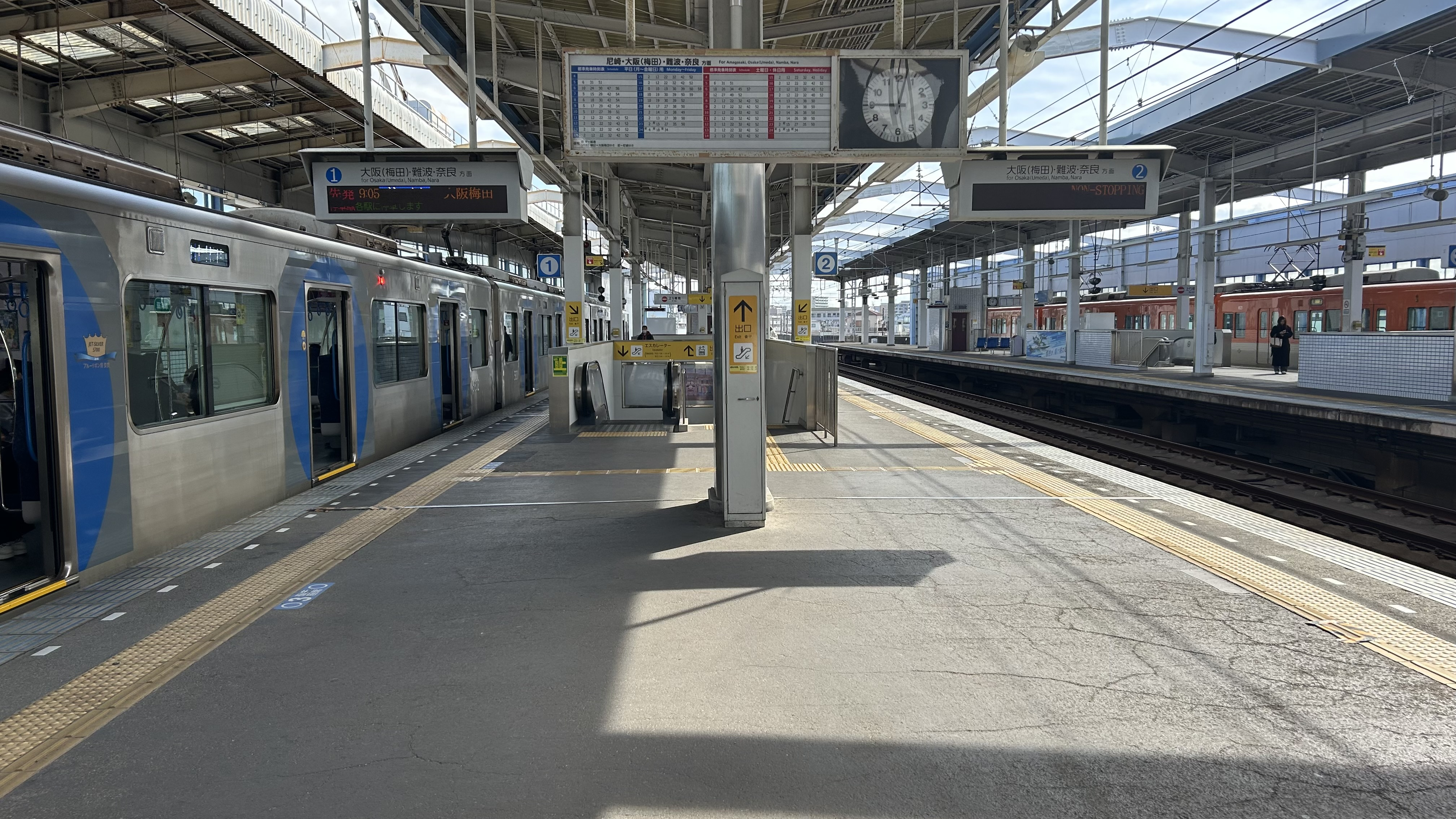
1・2番線ホーム
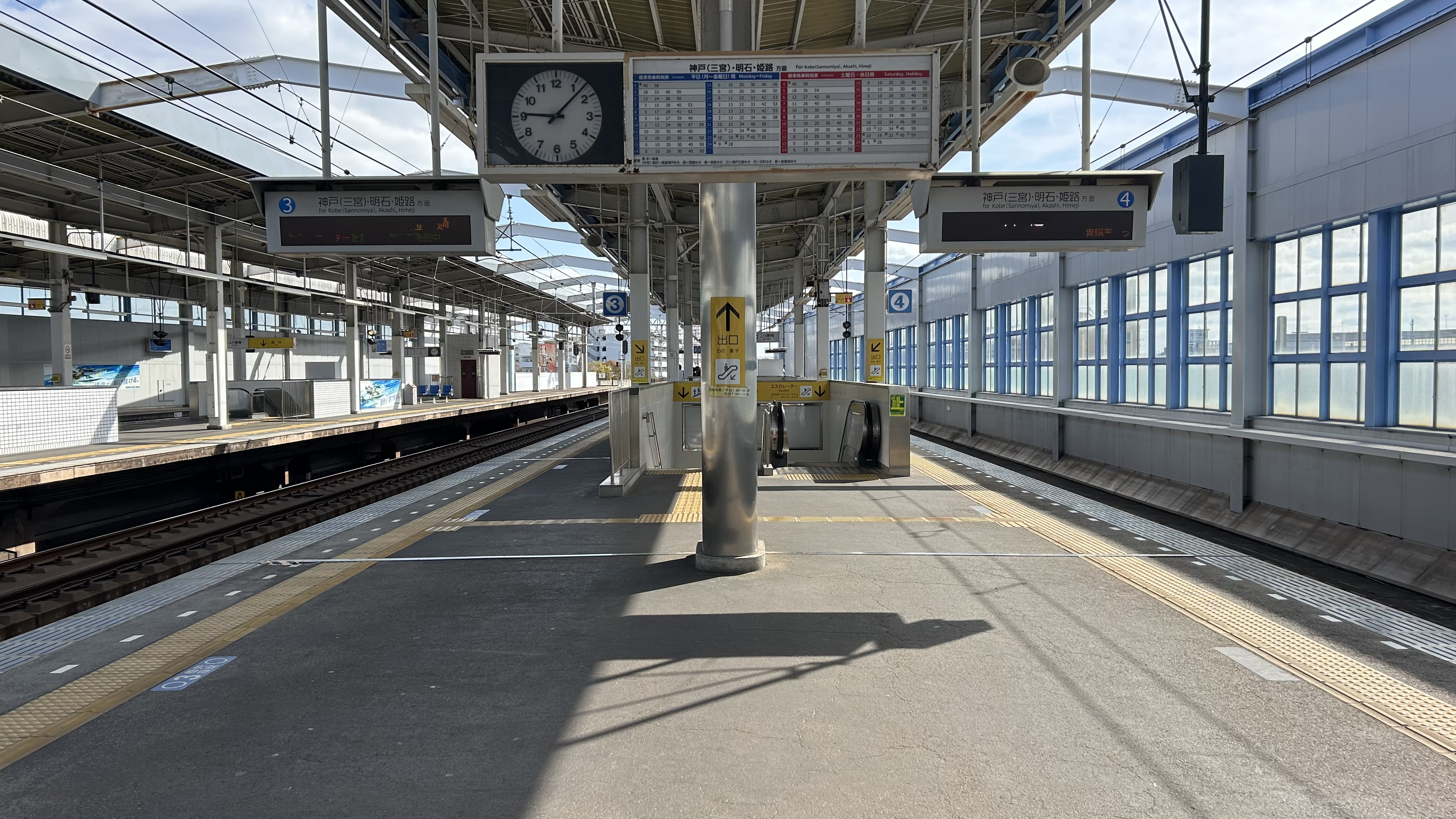
3・4番線ホーム
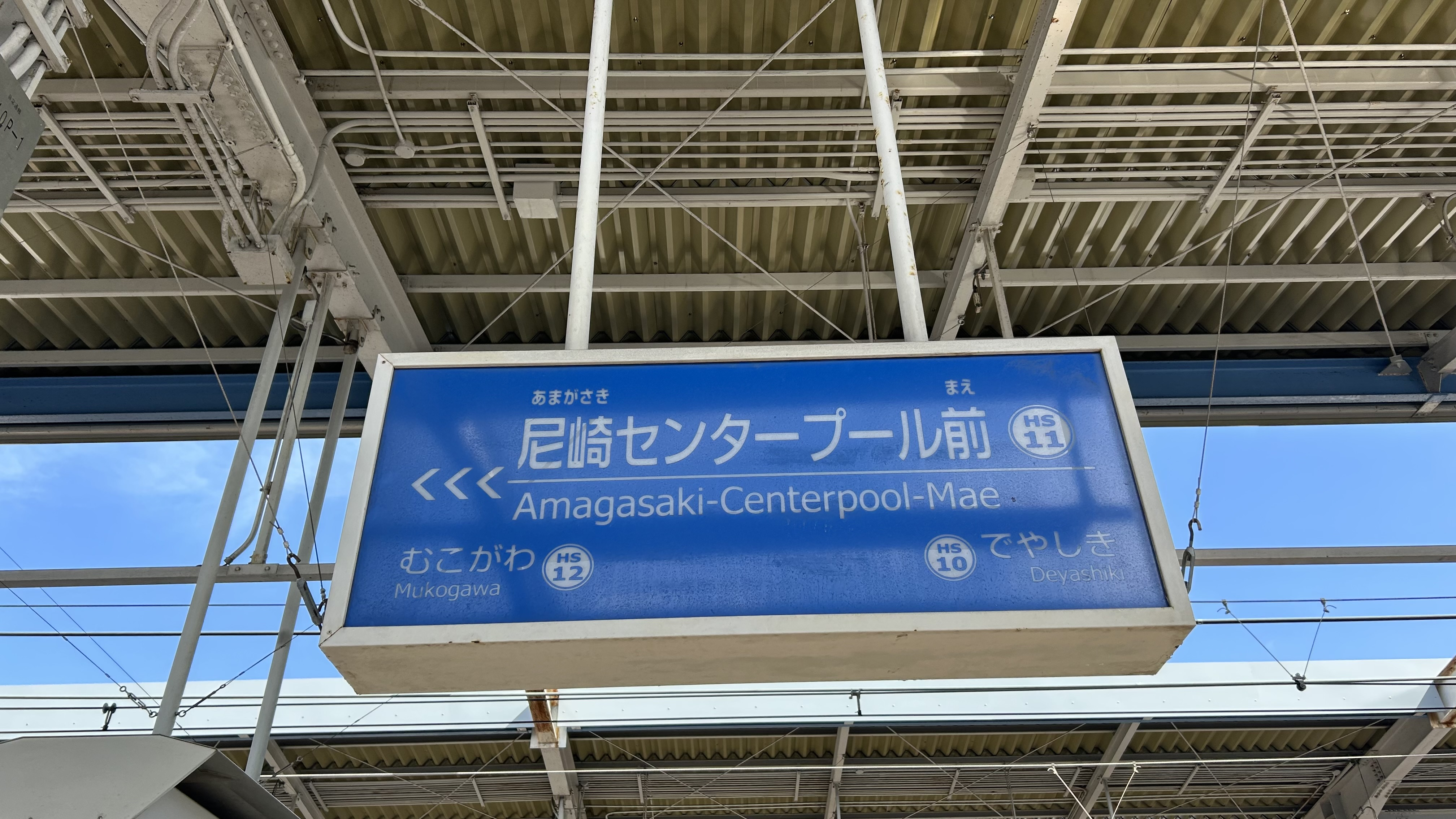
駅名標

## 利用状況
2023年11月平均の乗降人員は10,197人である。
各年度の11月平均利用状況は下表の通り。
| 年度               | 乗車人員 | 降車人員 | 乗降人員 | 順位 | 出典       |
| ------------------ | -------- | -------- | -------- | ---- | ---------- |
| 2019年（令和元年） | 4,664    | 4,656    | 9,320    | 33位 | [ 阪神 1 ] |
| 2020年（令和02年） | 4,177    | 4,261    | 8,438    | 31位 | [ 阪神 2 ] |
| 2021年（令和03年） | 4,668    | 4,739    | 9,407    | 28位 | [ 阪神 3 ] |
| 2022年（令和04年） | 4,194    | 4,207    | 8,401    | 33位 | [ 阪神 4 ] |
| 2023年（令和05年） | 5,083    | 5,114    | 10,197   | 31位 | [ 阪神 5 ] |

### 尼崎市統計書より
市の統計書によると、近年の年次別平均利用状況と11月特定日の利用状況は下表の通り。
| 年次               | 各年次平均 | 各年次平均 | 各年次平均 | 11月特定日 | 11月特定日 | 11月特定日 | 出典          |
| 年次               | 乗車人員   | 降車人員   | 乗降人員   | 乗車人員   | 降車人員   | 乗降人員   | 出典          |
| ------------------ | ---------- | ---------- | ---------- | ---------- | ---------- | ---------- | ------------- |
| 2006年（平成18年） | 3,416      | 3,313      | 6,729      | 3,477      | 3,462      | 6,939      | [ 尼崎市 1 ]  |
| 2007年（平成19年） | 3,515      | 3,477      | 6,992      | 3,868      | 3,822      | 7,690      | [ 尼崎市 1 ]  |
| 2008年（平成20年） | 3,903      | 3,859      | 7,762      | 3,656      | 3,558      | 7,214      | [ 尼崎市 1 ]  |
| 2009年（平成21年） | 3,861      | 3,812      | 7,673      | 3,581      | 3,496      | 7,077      | [ 尼崎市 1 ]  |
| 2010年（平成22年） | 3,775      | 3,684      | 7,459      | 3,757      | 3,688      | 7,445      | [ 尼崎市 1 ]  |
| 2011年（平成23年） | 3,754      | 3,667      | 7,421      | 3,757      | 3,688      | 7,445      | [ 尼崎市 2 ]  |
| 2012年（平成24年） | 3,902      | 3,840      | 7,742      | 4,708      | 4,694      | 9,402      | [ 尼崎市 3 ]  |
| 2013年（平成25年） | 4,573      | 4,551      | 9,124      | 5,382      | 5,419      | 10,801     | [ 尼崎市 4 ]  |
| 2014年（平成26年） | 5,357      | 5,382      | 10,739     | 4,727      | 4,727      | 9,454      | [ 尼崎市 5 ]  |
| 2015年（平成27年） | 5,053      | 5,063      | 10,116     | 4,605      | 4,583      | 9,188      | [ 尼崎市 6 ]  |
| 2016年（平成28年） | 4,746      | 4,729      | 9,475      | 4,728      | 4,675      | 9,403      | [ 尼崎市 7 ]  |
| 2017年（平成29年） | 4,851      | 4,804      | 9,655      | 4,656      | 4,579      | 9,235      | [ 尼崎市 8 ]  |
| 2018年（平成30年） | 4,829      | 4,755      | 9,584      | 5,346      | 5,310      | 10,656     | [ 尼崎市 9 ]  |
| 2019年（令和元年） | 5,383      | 5,338      | 10,721     | 4,664      | 4,656      | 9,320      | [ 尼崎市 10 ] |
| 2020年（令和02年） | 3,797      | 3,784      | 7,581      | 4,177      | 4,261      | 8,438      | [ 尼崎市 11 ] |
| 2021年（令和03年） | 3,854      | 3,912      | 7,766      | 4,668      | 4,739      | 9,407      | [ 尼崎市 12 ] |
| 2022年（令和04年） | 4,657      | 4,736      | 9,393      | 4,194      | 4,207      | 8,401      | [ 尼崎市 13 ] |

## 駅周辺
1994年に高架化されるまでは、駅北側に小広場があり、競艇開催時にはホルモン屋やテキヤ、当て物屋など、多数の露天商が店を出していた。
- 尼崎競艇場[2]
- 尼崎場外舟券／センプルピア
- 阪神電車まなび基地（団体専用、後述）
- 水明公園
- 琴浦神社
- 尼崎市役所大庄北生涯学習センター所
  - 尼崎市大庄地域振興センター
- 尼崎市立大庄南生涯学習センター[2]
- 尼崎市大庄地区会館
- 尼崎市大庄体育館
- 尼崎道意郵便局
- 尼崎市立成徳小学校
- 尼崎市消防局 西消防署大庄出張所
- 元浜緑地
- GLP ALFALINK尼崎（建設中）[注 1]
- アマドゥ（複合商業施設）
- 蓬川温泉 みずきの湯
- 阪神バス浜田車庫 - 国道2号沿い
- 尼崎市立大庄小学校

## バス路線
阪神バス尼崎市内線
「阪神センタープール」または「尼崎競艇場」停留所（南行は「阪神センタープール」が最寄、北行は「尼崎競艇場」が最寄）
- 北行
  - 30番：阪急塚口
  - 60番：JR立花（平日夜のみ運行）
- 南行
  - 30番：リサーチコア前・武庫川
  - 60番：末広町（平日朝のみ運行）

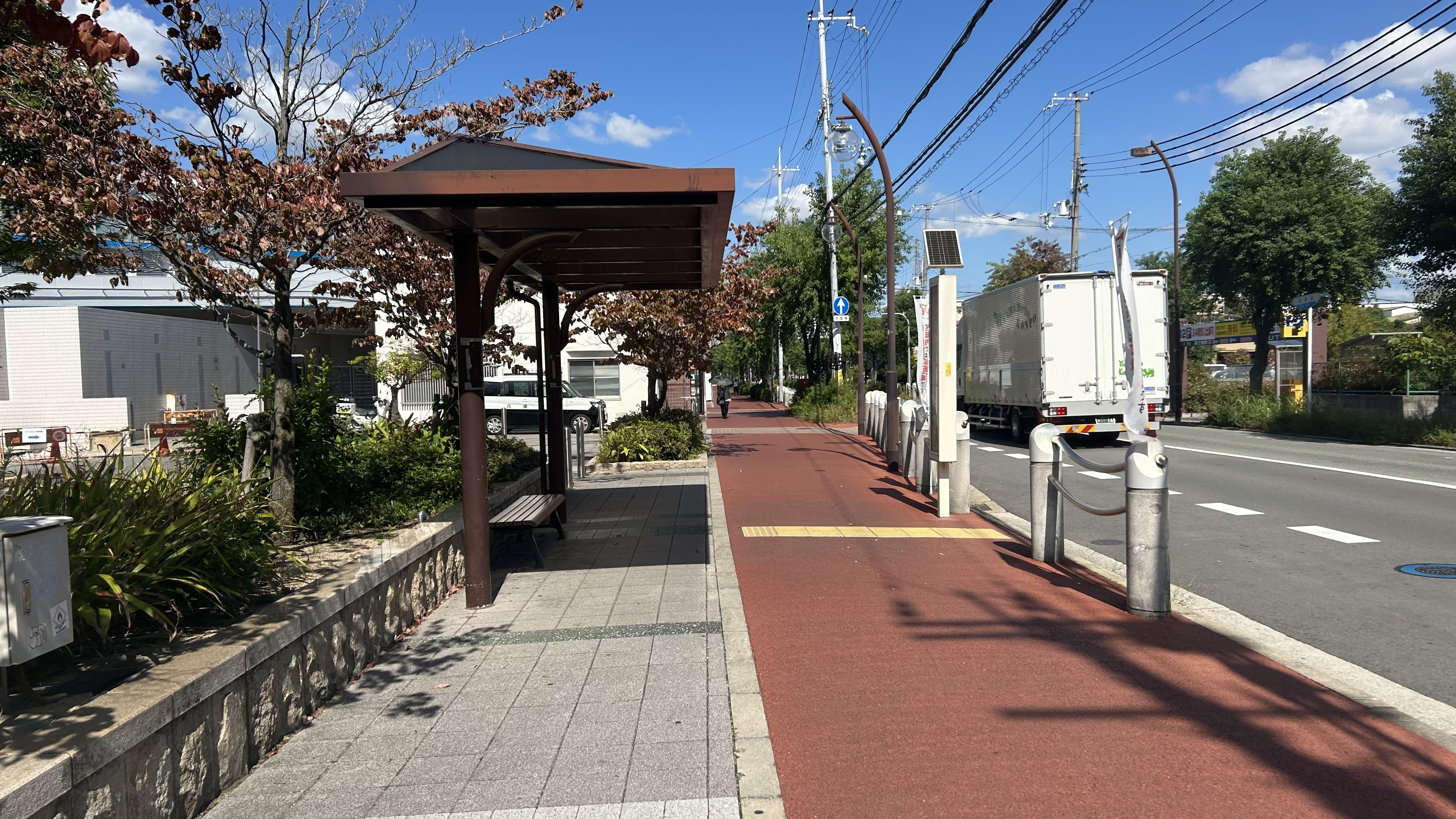
尼崎競艇場停留所
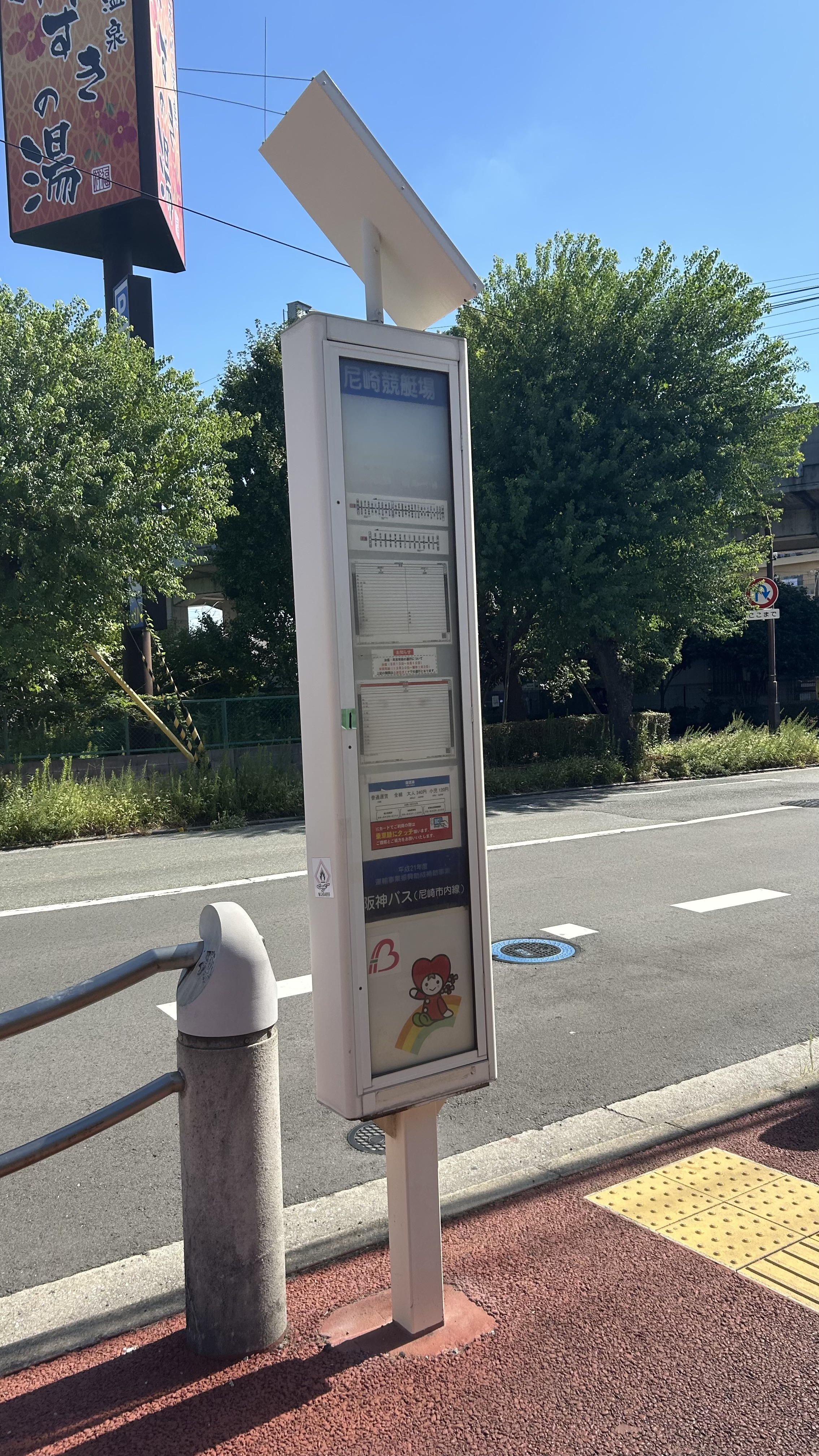
尼崎競艇場停留所バス停
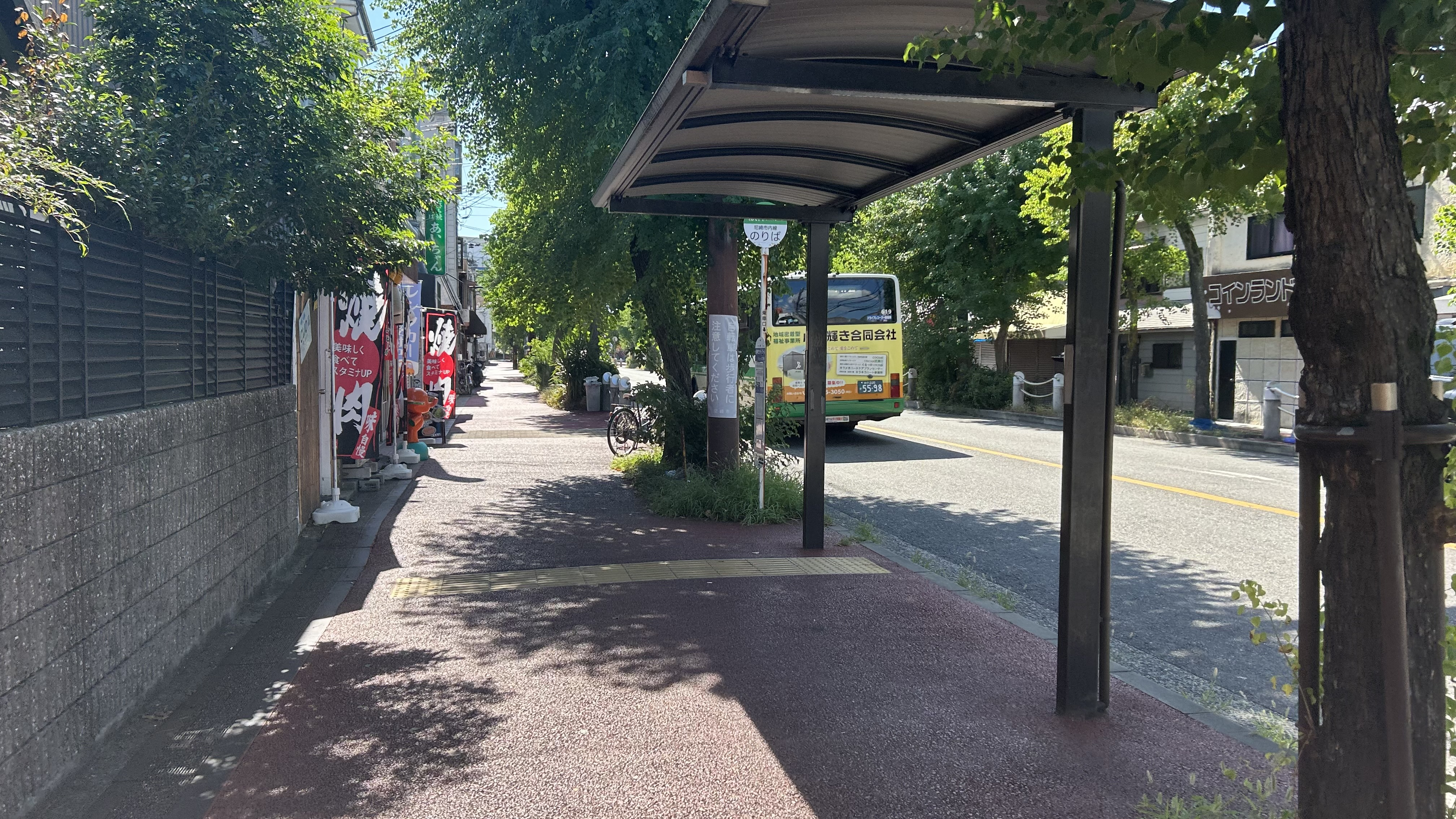
阪神センタープール停留所
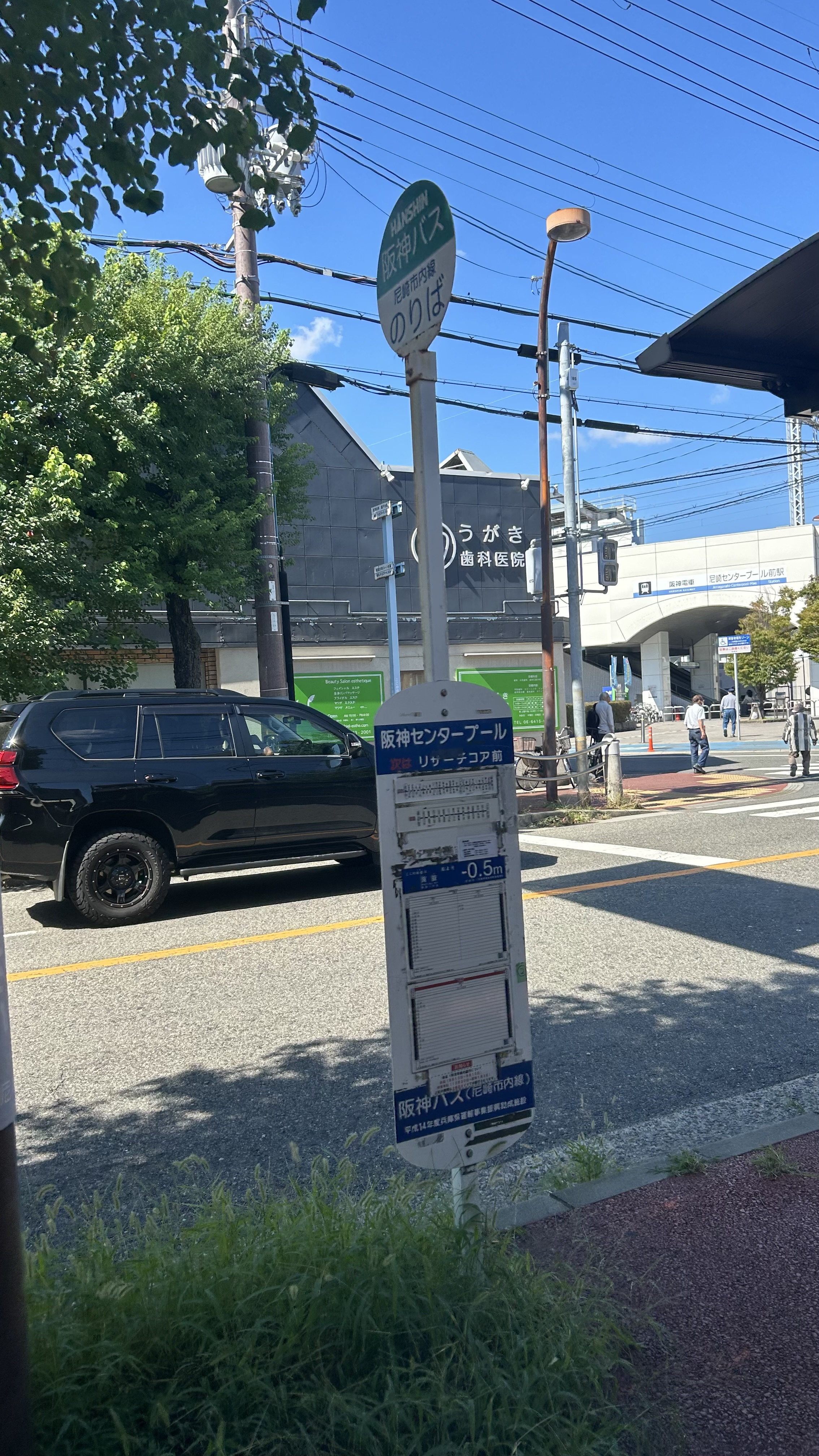
阪神センタープール停留所バス停

## その他

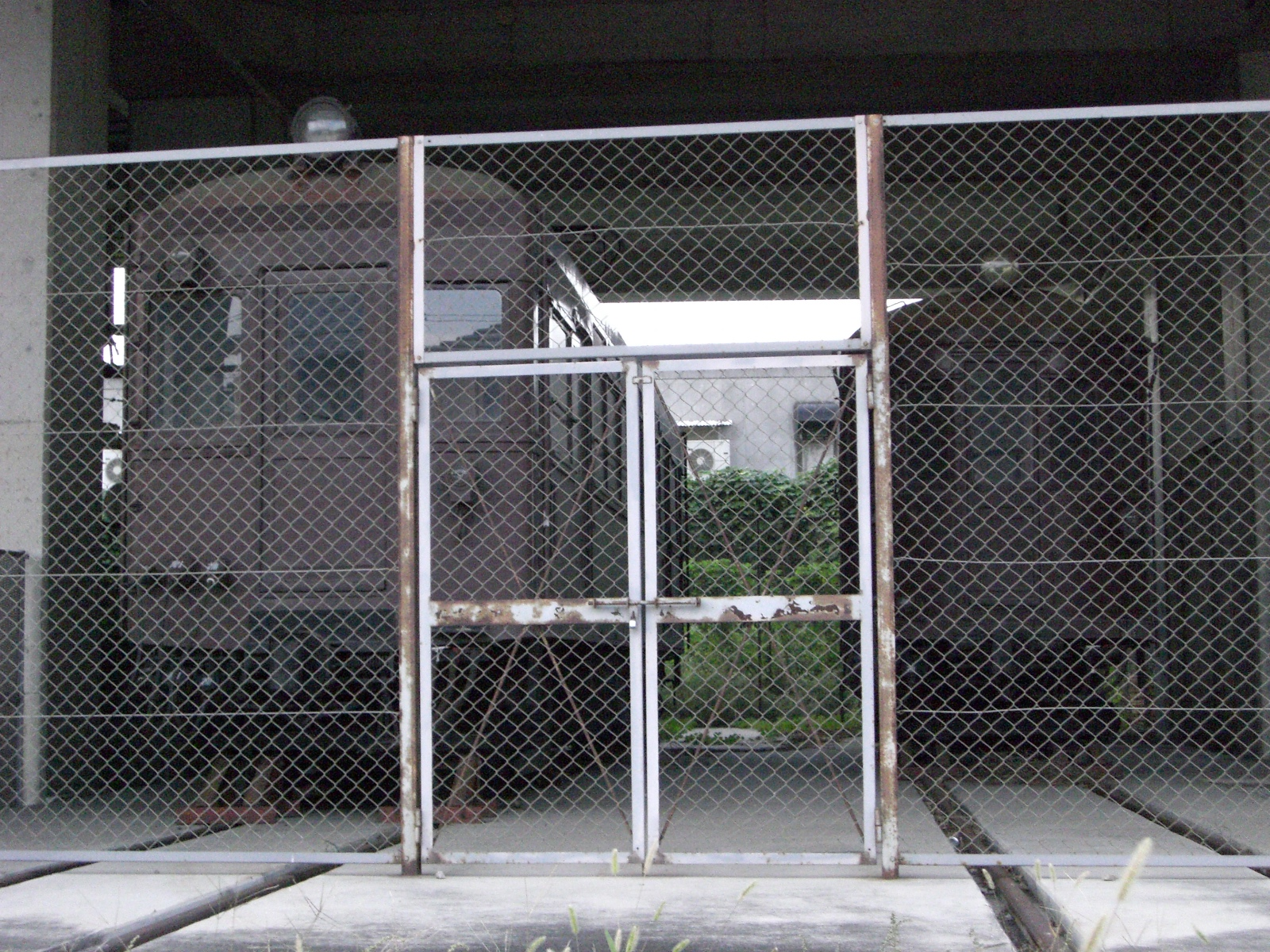
高架下の保存車（2007年）

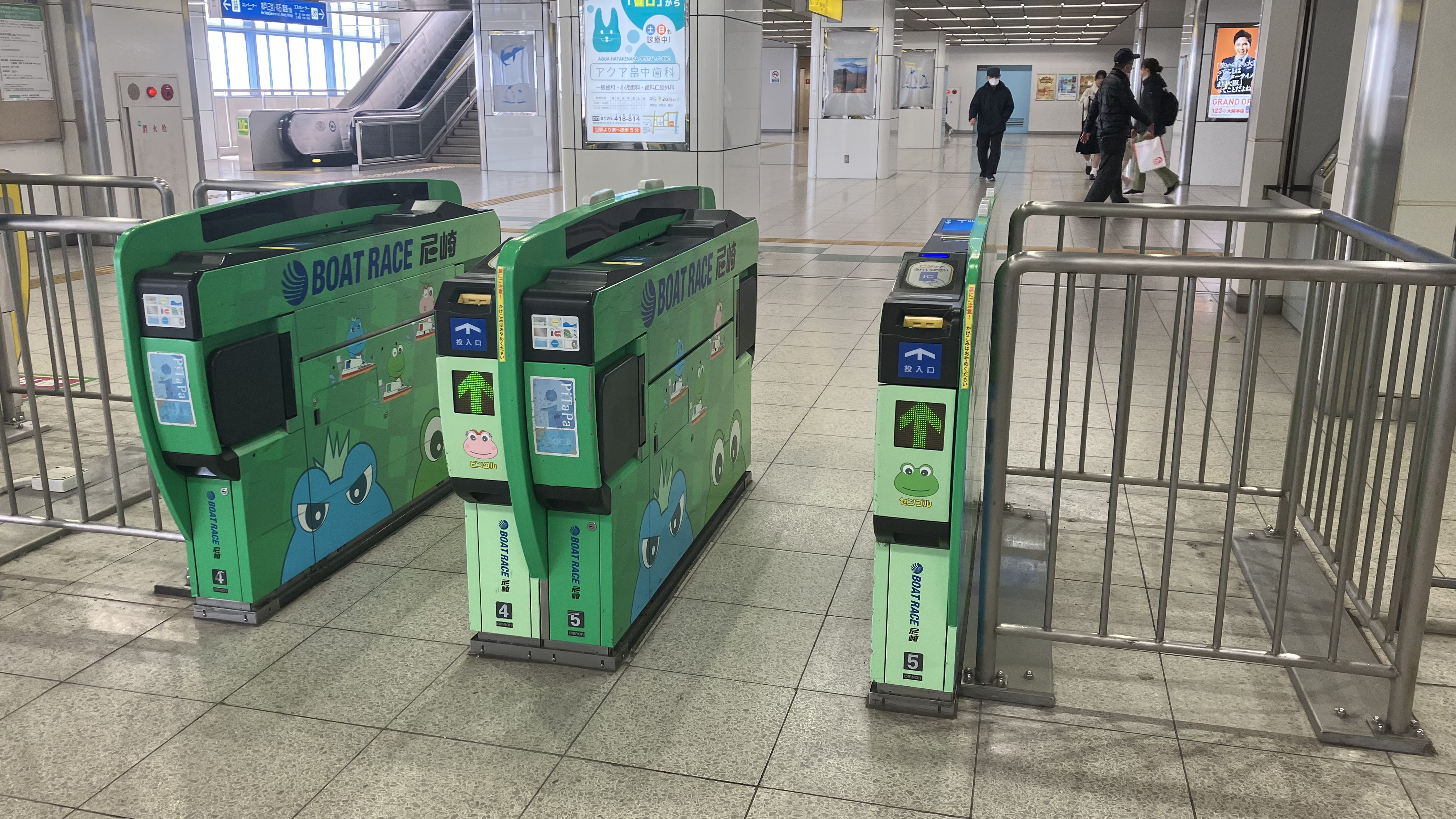
尼崎競艇場の公式キャラクターのカエルの改札機

- 駅名のうち「センタープール」の由来について、俗説として駅開設当時は尼崎競艇場で3・4号艇、競艇用語で「センター」が強かったことにあやかったというものがあるが[7]、『尼崎競走場40周年誌』によれば「尼崎競艇場を核として快適な街をつくっていくという意気込みが示されたもの」として当時の市長によって命名されたものであるという[8]。
- かつて尼崎競艇開催日に限り、16時前後から17時前後（競艇の最終レース直後）にかけて、上りの近鉄奈良行き快速急行[注 3]と大阪梅田行き急行が臨時停車していたことがあったが、のちに土曜・休日の快速急行の殆どが8両化し、近鉄車による8両編成では駅のホーム長を超える165mほどの長さになるため現在は快速急行・急行ともに臨時停車は行われていない。また、大阪梅田駅発の急行についてもかつては開催日の10時頃から12時頃までの間で臨時停車が実施されていたが、2009年3月のダイヤ改正で中止された[注 4]。なお、下りの臨時停車の中止後も、尼崎競艇場でのSG競走開催期間中に限り、近鉄奈良方面からの快速急行とともに午前中の臨時停車が実施されたことがあった（2009年のダービーや2011年の笹川賞競走の開催期間中）。
- 駅西方の高架下には阪神電気鉄道の研修所である「都市交通事業本部運輸部教習所」があり、ここには野上電気鉄道から返還された戦前製の小型車である601形604号車、1141形1150号車が保存されている。特に604号車は大正期の電車に多く採用された、前面が半円形で5枚窓という車体形状を伝える貴重な車両となっている。また、1150号車は阪神の小型車に多く採用された幕板部の明かり取り窓が特徴となっている[9]。
- 本線開業110周年記念日の2015年4月12日、研修所の一部を改修し、子供向け体験型学習施設「阪神電車まなび基地」[10]がオープンした。親子見学会及び小学校などからの団体専用で一般の入場はできない。運転シミュレーターのある教習所、踏切設備、604・1150号車のほか、隣接の高架下野菜工場「阪神野菜栽培所」も無料で見学できる。また研修所としても引き続き使用される。
- 高架工事中の仮線における配線は、中央に通過線、その両脇の待避線に相対式ホームを配した「新幹線型」とも呼ばれる2面4線（阪急六甲駅や近鉄瓢箪山駅と同じ）構造だった（後にも先にも、阪神電鉄でこの構造を配した駅は、仮線での当駅だけである）。
- 1998年に販売されたPC用ソフト『Train Simulator』の阪神電気鉄道編で、普通電車は当駅からゲームスタートとなっている。
- 当駅の自動改札機（当時あった5台のうちの北側の2台。画像参照）には尼崎競艇場公式キャラクターのカエルのイラストがラッピングされていたが、2025年に導入された新型改札機にはラッピングされていない（さらに更新に合わせて4台に減らされている。画像参照）。

## 隣の駅
阪神電気鉄道
本線
■直通特急・■特急・■区間特急・■快速急行・■急行・■区間急行
通過
■普通
出屋敷駅 (HS 10) - 尼崎センタープール前駅 (HS 11) - 武庫川駅 (HS 12)

### 記事本文